# Rangunia
Rangunia è un sottodistretto (upazila) del Bangladesh situato nel distretto di Chittagong, divisione di Chittagong. Si estende su una superficie di 351,95 km² e conta una popolazione di 263.217 abitanti (dato censimento 1991).